# Samuel Pasanen
Pour les articles homonymes, voir Pasanen.
Samuel Pasanen, né le 2 janvier 2006 à Brême, est un footballeur finlandais qui évolue au poste de milieu de terrain au KuPS.

## Biographie

### Carrière en club
Samuel Pasanen est né à Brême en Allemagne, son père, l'international finlandais Petri Pasanen, jouant alors au Werder Brême,.
Samuel Pasanen est formé par le FC Lahti, où il commence sa carrière professionnelle en championnat de Finlande. Il joue son premier match avec l'équipe première du club le 24 juillet 2022, lors d'un match de Veikkausliiga. Il devient alors le plus jeune joueur de l'histoire du club, jusqu'alors détenu par son père.
Après la saison 2024, Pasanen est nommé meilleur jeune de l'année par l'Association finlandaise de football,.
Le 6 novembre 2024, Pasanen signe avec les champions finlandais en titre du Kuopion Palloseura, rejoignant le club au mois de janvier suivant,. Il est cependant victime d'une blessure aux ligaments croisés en match amical peu après son arrivée, le privant d'un majeure partie de la saison 2025,.
Il fait son retour le 29 juillet 2025, jouant son premier match de Ligue des champions, alors qu'il entre en jeu lors du match de qualification du KuPS contre le Kaïrat Almaty de Dastan Satpaev,.

### Carrière en sélection
Samuel Pasanen est international finlandais junior avec l'équipe des moins de 17 ans dont il porte le brassard de capitaine en 2022.